# Вінтерсгайм
Вінтерсгайм (нім. Wintersheim) — громада в Німеччині, розташована в землі Рейнланд-Пфальц. Входить до складу району Майнц-Бінген. Складова частина об'єднання громад Райн-Зельц.
Площа — 3,83 км2. Населення становить 280 ос. (станом на 31 грудня 2020).

## Галерея

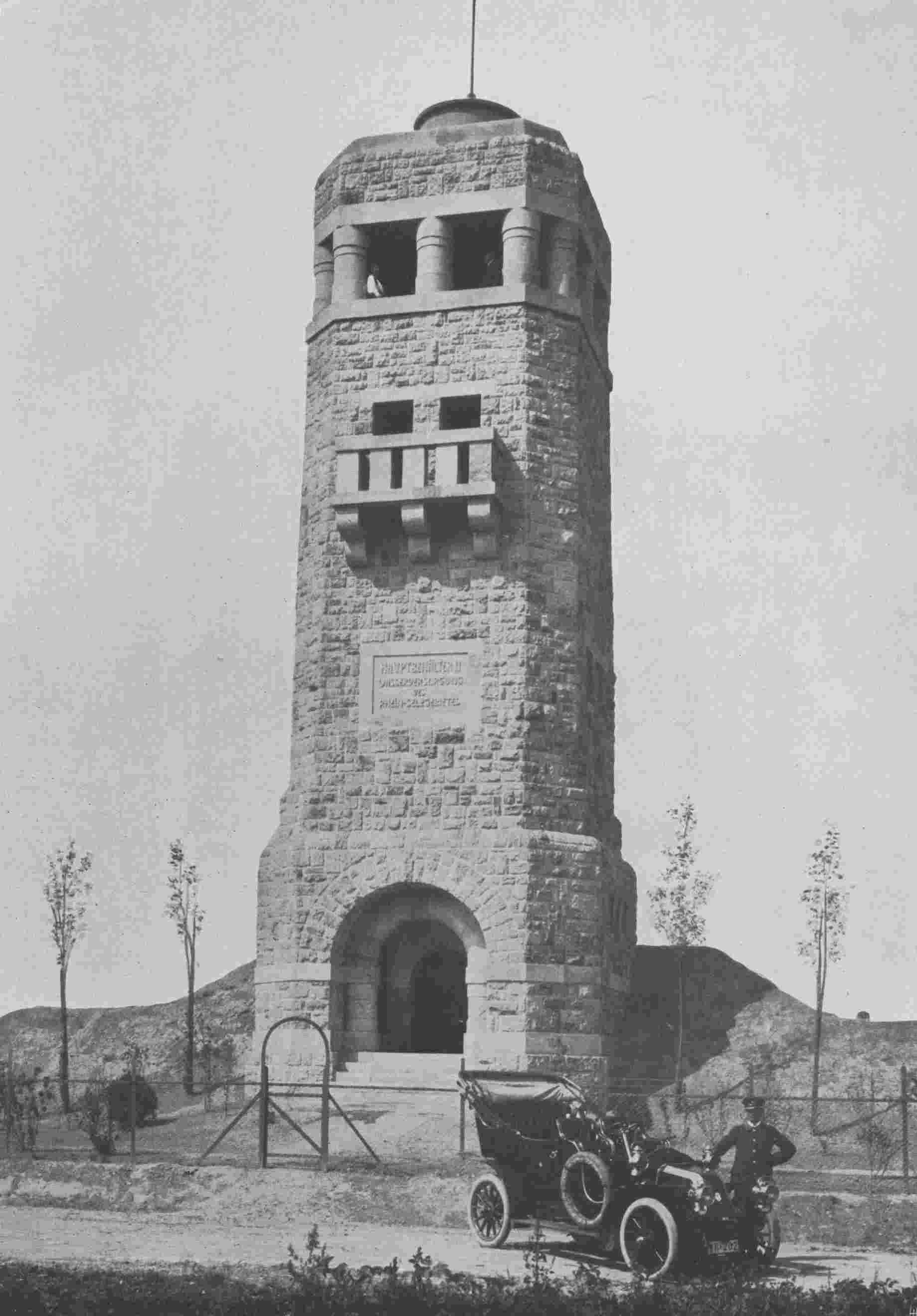
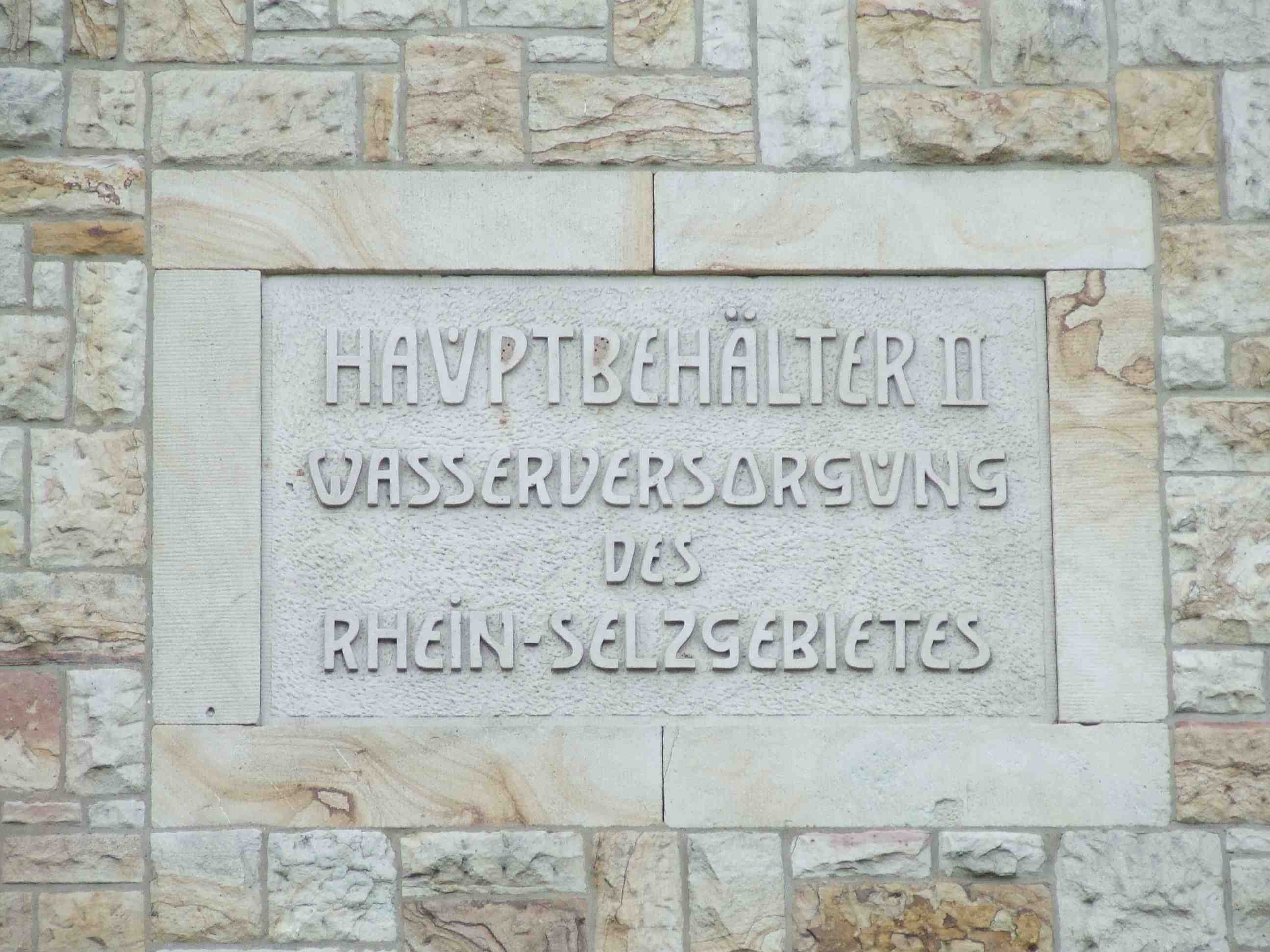
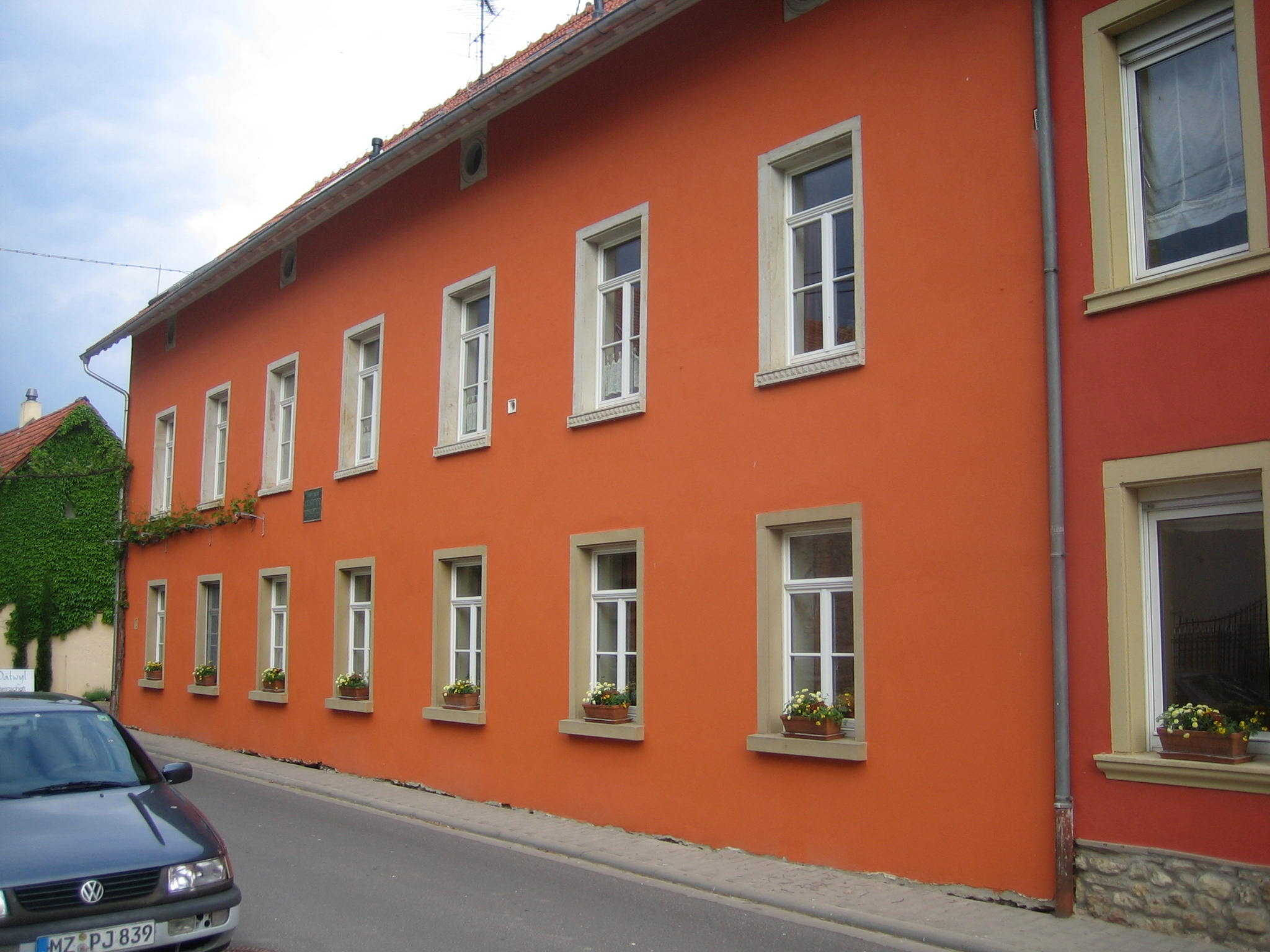
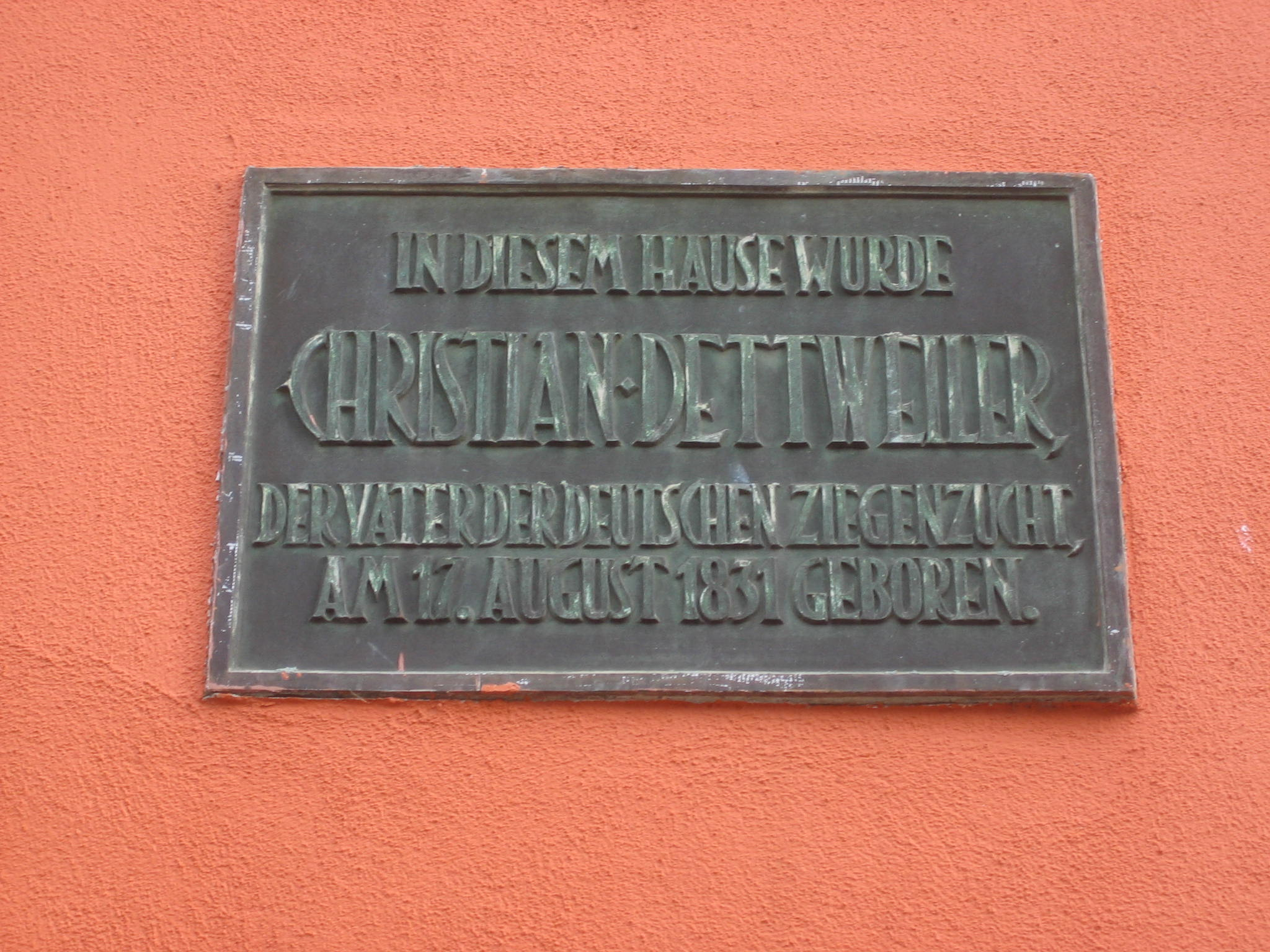